# الکساندر ندوویسوف
 الکساندر ندوویسوف (انگلیسی: Aleksandr Nedovyesov؛ زادهٔ ۱۵ فوریهٔ ۱۹۸۷) یک تنیس‌باز اهل اوکراین است.ح